# Jiřina Kadlecová
Jiřina Kadlecová (Prága, 1948. június 1. –) olimpiai ezüstérmes csehszlovák válogatott cseh gyeplabdázó.

## Pályafutása
A Slavoj Vyšehrad csapatában csapatában játszott. Tagja volt az 1970-es bajnokcsapatnak. Tagja volt az 1980-as moszkvai olimpián ezüstérmes csehszlovák válogatottnak.

## Sikerei, díjai
- Olimpiai játékok
  - ezüstérmes: 1980, Moszkva
- Csehszlovák bajnokság
  - bajnok: 1970